# L'Atelier Franquin
L’Atelier Franquin est une équipe de dessinateurs de bande dessinée regroupée par André Franquin à partir de 1957, du fait de son surcroît de travail.

## Les débuts
En 1957, André Franquin travaille depuis deux ans, à la fois chez Spirou (Spirou et Fantasio, Starter, animations du Journal) et chez Tintin (Modeste et Pompon). De nouveaux projets sont lancés comme le nouveau Spirou poche, la création de Gaston et du petit Noël. Franquin décide donc de créer un studio de dessin à Bruxelles, avenue du Brésil, où il se fera aider par une équipe.

## La première équipe
La première équipe est composée de Jidéhem qui vient du journal Heroïc-Albums et qui prend en charge la rubrique automobile Starter, de Marcel Denis qui vient du studio de dessin de Dupuis et qui va aider Franquin à des scénarios (Spirou Poche) et un vieil ami de l'auteur, Jean Verbruggen, qui se charge des couleurs de Modeste et Pompon.

## La deuxième équipe
En 1958, Marcel Denis est remplacé par Jean Roba. Celui-ci aide Franquin au dessin sur trois histoires de Spirou et Fantasio, qui paraissent simultanément en France dans Le Parisien libéré : Spirou et les Hommes-bulles, Les Petits Formats et Tembo Tabou. En 1959, Marcel Denis revient dans le giron de l'Atelier Franquin pour réaliser une histoire collective, L'Île au Boumptéryx, à l'occasion d'un numéro « spécial Pâques » du journal Spirou. Sur une idée de Franquin, il réalise avec celui-ci un scénario de 12 planches mettant en scène un oiseau un peu particulier, le Boumptéryx, qui pond des œufs explosifs. Jean Roba est au dessin et Jidéhem aux décors. Cette histoire est signée du pseudonyme collectif Ley Kip.

## Membres de l'Atelier
- Jean Verbruggen, dit "Phumiphon" (1957-1959)
- Marcel Denis (1957 et 1959)
- Jidéhem (1957-1967)
- Jean Roba (1958-1960)
- Collaborateurs occasionnels : Greg (scénario, 1957-1963), Geo Salmon (maquette, 1957-1960)
- Kiko (1963-1964)
- Jean-Claude Fournier (1965-1968)